# Эспарцет яйлинский
Эспарцет яйлинский (лат. Onobrychis jailae) — многолетнее травянистое растение семейства бобовые. Является эндемиком Крыма, встречается только высоко на яйлах, встречается в так называемой Долине Привидений, на территории Крымского природного заповедника. Стебли тонкие, приподнимающиеся, прижатоопушенные. Всё растение достигает в высоту 25-45 см. Густые кисти до начала периода цветения имеют широкояйцевидную форму, иногда почти шарообразную. Флаг при этом превышает лодочку. Зацветает в июне-июле. Цветы окрашены в красновато-лиловые тона (цвет фуксии). Как и другие бобовые, эспарцет обогащает почву азотом, а также является важным кормовым растением для диких животных.